# Cominotto
Cominotto, maltsky Kemmunett, je neobydlený ostrov ležící v souostroví Malta ve Středozemním moři a geopoliticky je součástí republiky Malta. Nachází se v Regionu Gozo. Má rozlohu pouze 0,25 km² a leží pouze přibližně 100 m severozápadně od ostrova Comino.
Mezi Cominem a Cominottem leží průhledné, modrozelené vody Modré laguny (maltsky Bejn il-Kmiemen, doslova "Mezi Cominos"), která je navštěvována velkým množstvím turistů a výletních lodí každý den. Modrá laguna je velice fotogenickou lokalitou s malebnou zátokou a zářivě bílým písečným dnem. Pro bohatý podmořský život je současně oblíbeným cílem potápěčů a šnorchlerů.

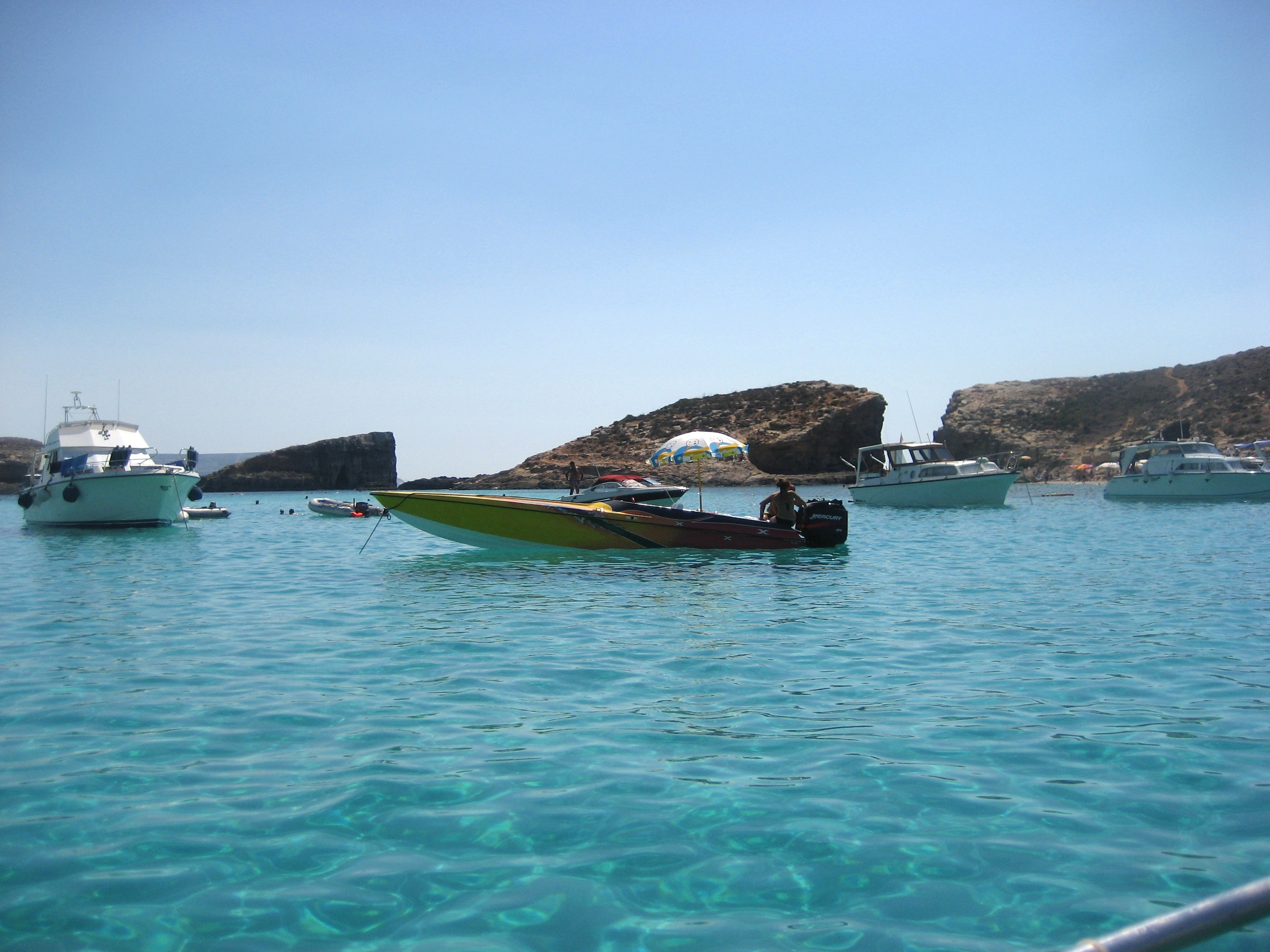
Modrá laguna s ostrůvkem Cominotto (Kemmunett) v pozadí

Cominoto a Modrá laguna